# شانن دوهرتی
شانن مِریا دوهرتی (انگلیسی: Shannen Maria Doherty؛ ۱۲ آوریل ۱۹۷۱ – ۱۳ ژوئیه ۲۰۲۴) بازیگر آمریکایی بود. او به خاطر نقش‌های متعددش در تلویزیون و سینما، از جمله در نقش جنی وایلدر در خانه کوچک (۱۹۸۲) شناخته می‌شود.همچنین او در فیلم نخل‌های سوزان بازی کرده است.
از فیلم‌های معروف او می‌توان به بازی در سریال‌های افسون‌شده، خانه ما، بازگشت در روز، بورلی هیلز، ۹۰۲۱۰ و تاریکی یک مرد اشاره کرد.

## زندگی شخصی
در اوایل سال ۱۹۹۳، دوهرتی برای مدت کوتاهی با دین جی فکتور، وارث مکس فکتور نامزد کرده بود، قبل از اینکه در ۲۵ مه ۱۹۹۳ درخواست منع تعقیب کند. او مدعی خشونت و تهدید فیزیکی از سوی دوهرتی شد، اگرچه پدر دوهرتی ادعا کرد که آزار از طرف فکتور بوده است و نه او.
در ۱۱ اکتبر ۱۹۹۳، دوهرتی با اشلی همیلتون، پسر بازیگران جورج همیلتون و آلانا کالینز ازدواج کرد. آنها در آوریل ۱۹۹۴ درخواست طلاق دادند.
در سال ۲۰۰۲، دوهرتی با ریک سالومون ازدواج کرد، اما این ازدواج پس از ۹ ماه لغو شد. در ۱۵ اکتبر ۲۰۱۱، دوهرتی با عکاس کورت ایسوارینکو در مالیبو، کالیفرنیا ازدواج کرد.
در نوامبر ۲۰۱۸، دوهرتی خانه خود را به آتش‌سوزی وولسی از دست داد.
در آوریل ۲۰۲۳، دوهرتی اعلام کرد که از ایسوارینکو درخواست طلاق داده است.